# Erebus dentifascia
Erebus dentifascia är en fjärilsart som beskrevs av Walker 1865. Erebus dentifascia ingår i släktet Erebus och familjen nattflyn. Inga underarter finns listade i Catalogue of Life.